# Frans Ykens

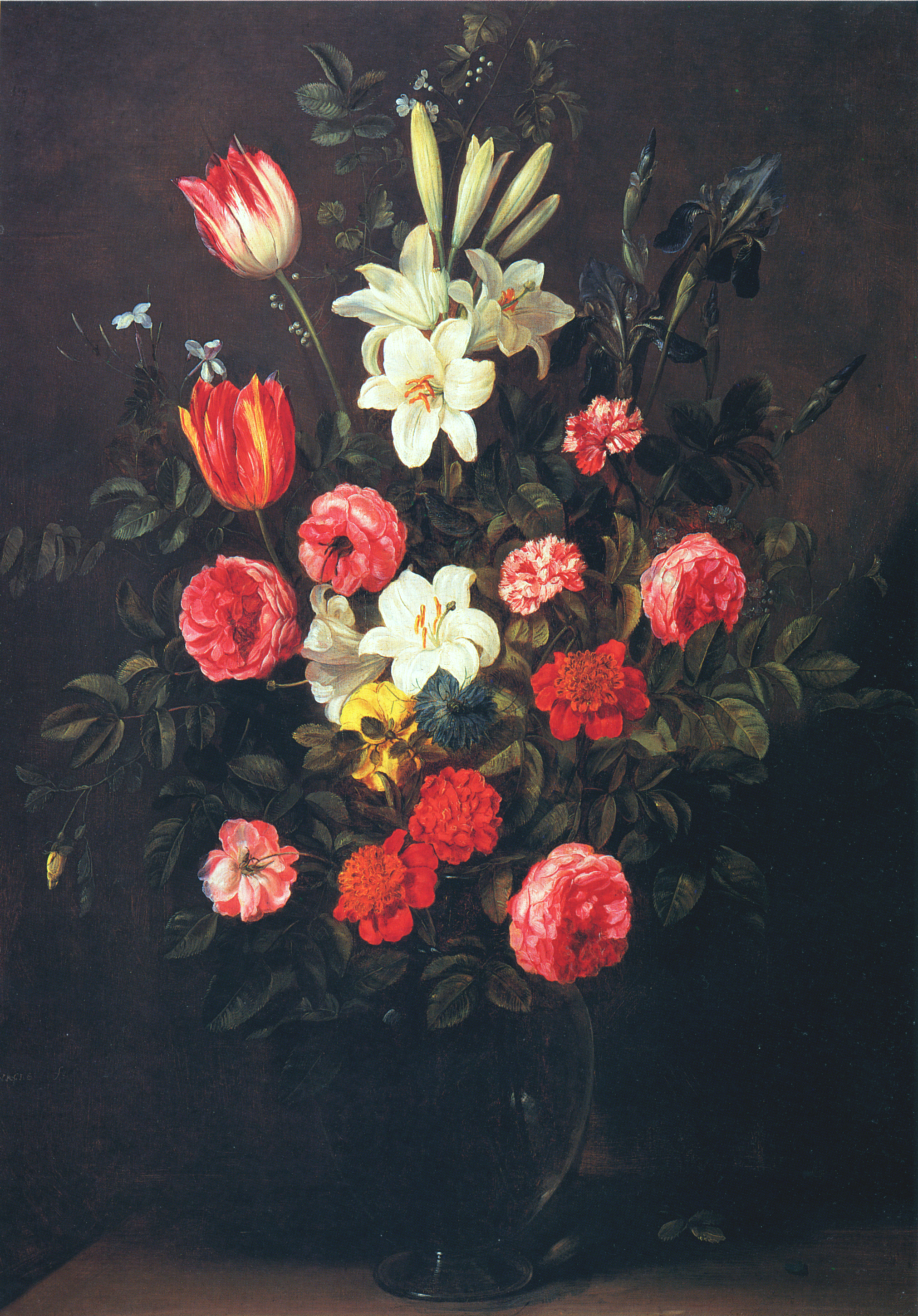
Ramo de flores en jarra de vidrio.

Frans Ykens (Amberes, 1601-Bruselas, 1693), fue un pintor barroco flamenco especializado en naturalezas muertas, guirnaldas y flores.
Se formó con su tío Osias Beert e ingresó en el gremio de San Lucas de su ciudad natal en 1630. En 1635 casó con Catarina Ykens-Floquet, hija de Lucas Floquet I, pintora de flores ella misma y hermana de tres pintores. En su larga carrera recibió influencias de los bodegones de "desayuno" de Willem Claesz Heda y de las guirnaldas con imágenes religiosas a la manera de Daniel Seghers, de lo que un ejemplo se encuentra en la Virgen con el Niño en guirnalda de flores del Museo de Bellas Artes de Caen. Como prueba de la popularidad que alcanzó en su época se citan los seis cuadros de Ykens que fueron propiedad de Rubens. El Museo del Prado guarda dos de sus bodegones firmados ambos en 1646: Despensa y Mesa. La Real Academia de Bellas Artes de San Fernando conserva un lienzo firmado "Franccois Ykens", Bodegón con flores y frutas. Su hija Catharina, también fue pintora.